# Anticrese
A anticrese é um instituto de Direito civil, espécie de direito real de garantia, ao lado do penhor e da hipoteca. Encontra-se no Livro III,Título X,Capítulo I, Art. 1.419 CC/2002 e Capítulo IV, Art.1506 CC/2002, no qual o devedor, ou representante deste, entrega um bem imóvel ao credor, para que os frutos deste bem compensem a dívida. É sempre originado de um contrato (negócio jurídico), não existe anticrese originada pela lei, como ocorre nos outros dois institutos citados anteriormente. Ela não permite a excussão do bem. Como exemplo deste direito temos o imóvel locado, que quem passa a receber o valor do aluguel é o credor até que cesse a dívida.
Anticrese é uma convenção mediante a qual o credor, retendo um imóvel do devedor, percebe os seus frutos para conseguir a soma em dinheiro emprestada, imputando na dívida e até o seu resgate, as importâncias que for recebendo. 
É um direito real, que no exemplo recai sobre imóvel alheio, em virtude do qual o credor obtém a posse da coisa a fim de perceber-lhe os frutos e imputá-los no pagamento da dívida, juros e capital, sendo, porém, permitido estipular que os frutos sejam, na sua totalidade, percebidos à conta de juros.
Quanto aos caracteres jurídicos, é um direito real de garantia; requer capacidade das partes; não confere preferência ao anticresista; o credor anticrético só poderá aplicar as rendas que auferir com a retenção do bem de raiz, no pagamento da obrigação garantida; requer escritura pública e inscrição no Registro Imobiliário quando o valor for acima de 30 salários mínimos; o seu objeto recai sobre coisa imóvel alienável; requer a tradição (transferência com a devida escritura em cartório) real do imóvel.
Resolve-se (conclui-se, termina-se) a anticrese pelo pagamento da dívida; pelo término do prazo legal; pelo perecimento do bem anticrético; pela desapropriação; pela renúncia do anticretista; pela excussão de outros credores, quando o anticrético não opuser seu direito de retenção.

## Etimologia
A palavra anticrese advém da palavra grega antíchresis, de antí (contra) e chrêsis(uso), significado etimologicamente uso contrário, ou seja, uso da soma que tem o devedor contra o uso dos frutos e dos rendimentos que tem o credor anticrético.